# Kalianda (plaats)
Kalianda is een bestuurslaag in het regentschap Lampung Selatan van de provincie Lampung, Indonesië. Kalianda telt 8528 inwoners (volkstelling 2010).